# Пивничное (Черниговская область)
Пивничное (укр. Північне) — бывший посёлок в Черниговском районе Черниговской области Украины. Посёлок был подчинён Мнёвскому сельсовету.

## История
По состоянию на 1987 год население — 30 человек.
Посёлок находится в «зоне гарантийного добровольного отселения» согласно постановлениям Совета министров УССР
Решением Черниговского областного совета от 26.06.2001 года посёлок снят с учёта.

## География
Был расположен севернее села Глядин. Севернее и западнее расположены каналы осушительной системы.